# گونزالز (سسار)
گونزالز (انگلیسی: González, Cesar) یک منطقه مسکونی در کلمبیا است.